# Portada/article octubre 20

## Cèl·lula dendrítica
Les cèl·lules dendrítiques són glòbuls blancs que protegeixen el cos de microbis invasors, tant directament com indirectament. Tot i que les cèl·lules dendrítiques formen part de la immunitat innata, sent capaces de fagocitar patògens, la seva funció principal és processar material antigènic, retornar-lo a la seva superfície i presentar-lo a les cèl·lules especialitzades del sistema immunitari innat. Així doncs, les cèl·lules dendrítiques són cèl·lules presentadores d'antigen. Les cèl·lules dendrítiques existeixen en diferents grups de vertebrats, però les seves característiques difereixen d'un grup a l'altre i fins i tot a l'interior d'un mateix grup. Foren descobertes el 1868 per Paul Langerhans quan estudiava l'epiteli cutani humà, tot i que originalment cregué que formaven part del sistema nerviós. Un estudi recent revelà la presència de cèl·lules dendrítiques dins del cervell, on podrien representar una segona línia de defensa contra els patògens que aconsegueixen travessar la barrera hematoencefàlica.